# Dragonaderna

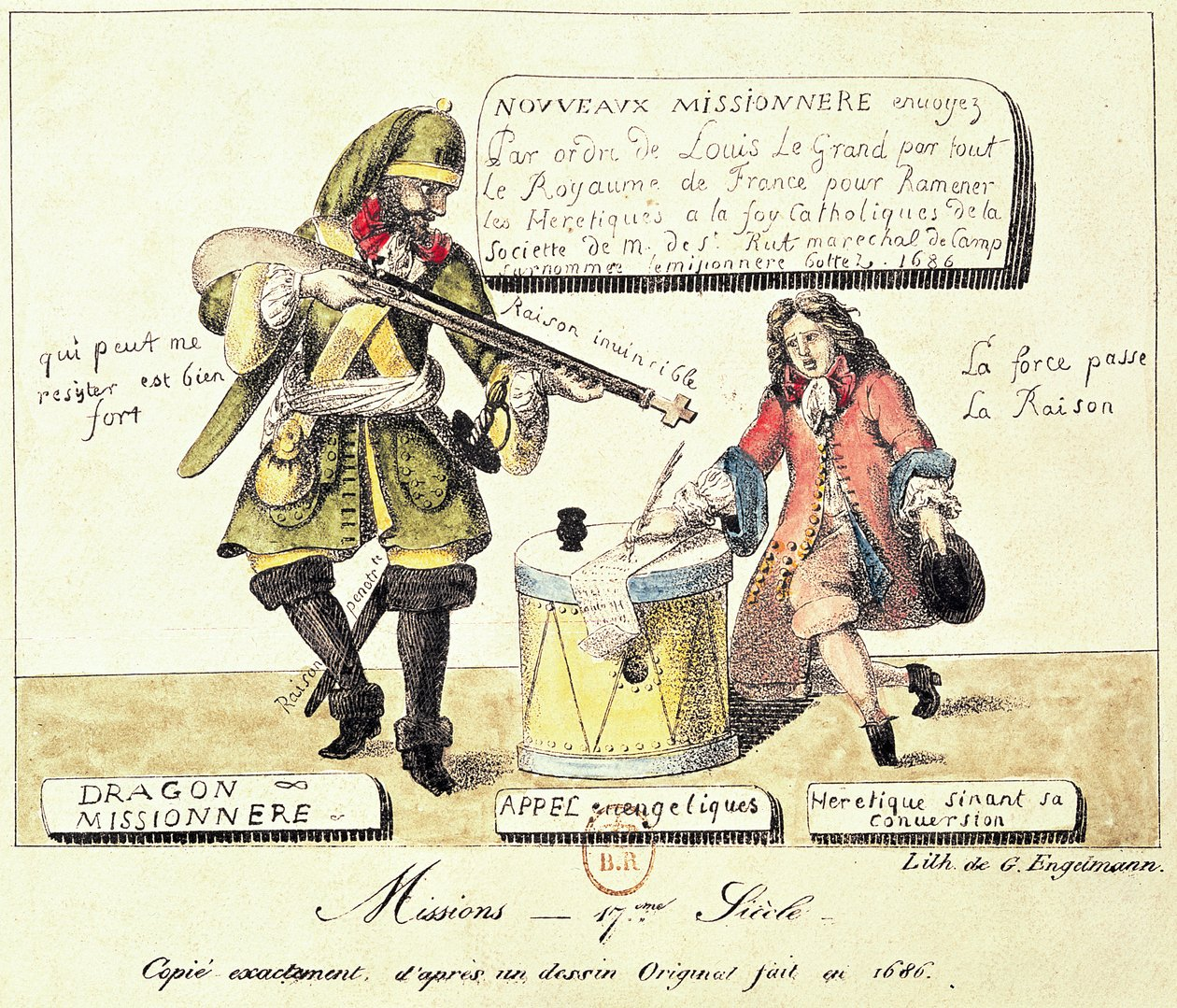
En missionär i sporrar.

Dragonaderna (franska les dragonnades, av dragon, dragon) kallas de i Frankrike på Ludvig XIV:s tid mot protestanterna (hugenotterna) riktade förföljelserna, vid vilka den väpnade styrkan användes. 
Den första förföljelsen av detta slag skedde 1681, då på krigsministern Louvois befallning några dragonregementen inkvarterades hos hugenotterna i Poitou och Limousin, för att tvinga dem att bli romerska katoliker. Senare utsträcktes inkvarteringarna, med åtföljande utpressning och våld, över hela landet, och trupperna anställde en blodig jakt efter de motspänstiga hugenotterna, men hundratusentals av dessa lät omvända sig. Det gynnsamma resultatet lockade Ludvig XIV till fortsättning och till nantesiska ediktets upphävande 1685. Fransmännen gav dessa våldsamma omvändelseförsök flera namn, exempelvis les missionnaires bottés ("missionärer i sporrar"). I en senare tid har "dragonad" fått betydelsen av militärt övervåld, som utförs på myndigheternas befallning.